# Laguna del Fondo

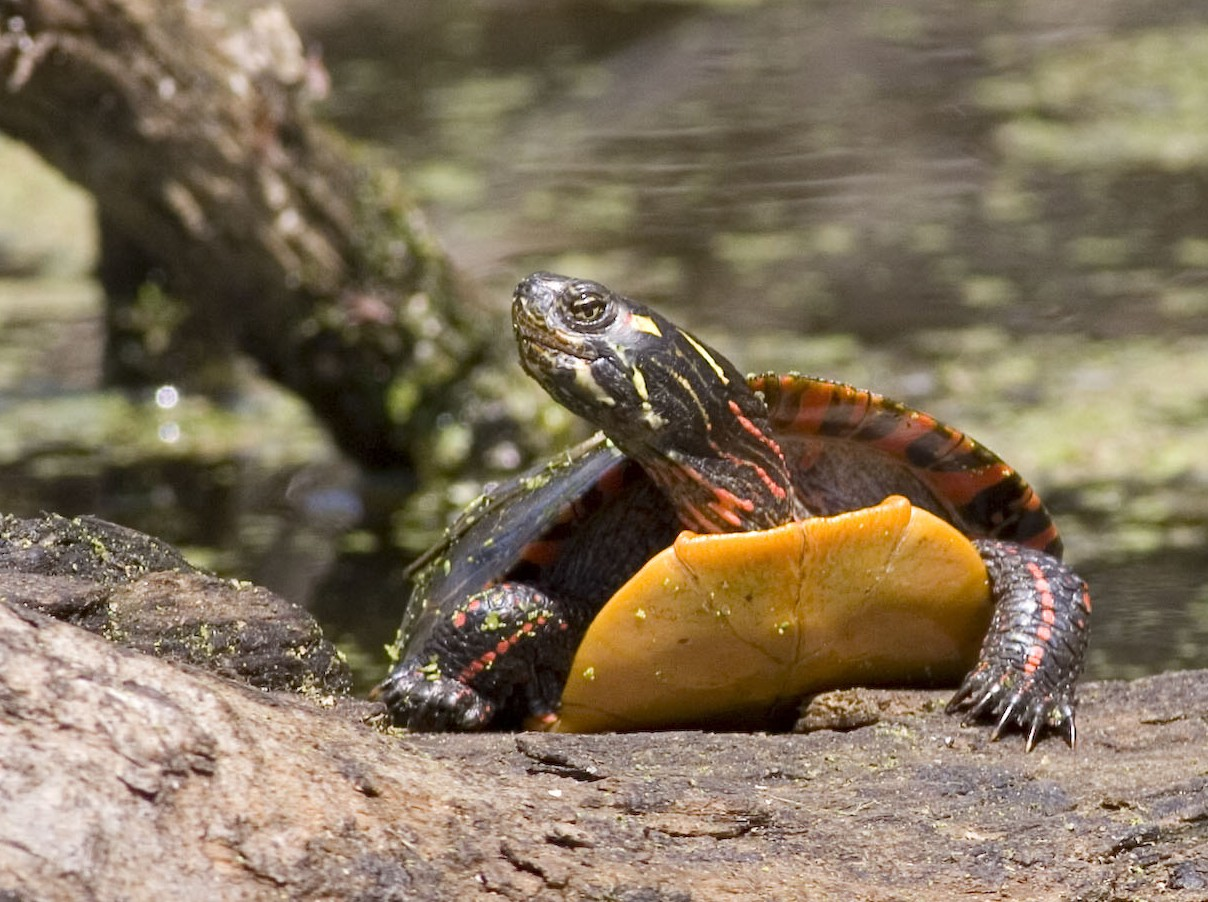
Tortuga pintada.

La Laguna del Fondo (en francés: Étang Saumâtre; y en criollo haitiano: Etan Somat) pero también conocido como el Lago Azuey, es el segundo mayor cuerpo acuífero de la isla La Española, y el mayor dentro de Haití. Está ubicado en la zona fronteriza de Haití y la República Dominicana y se sitúa 30 km al este del centro de Puerto Príncipe, la capital haitiana.

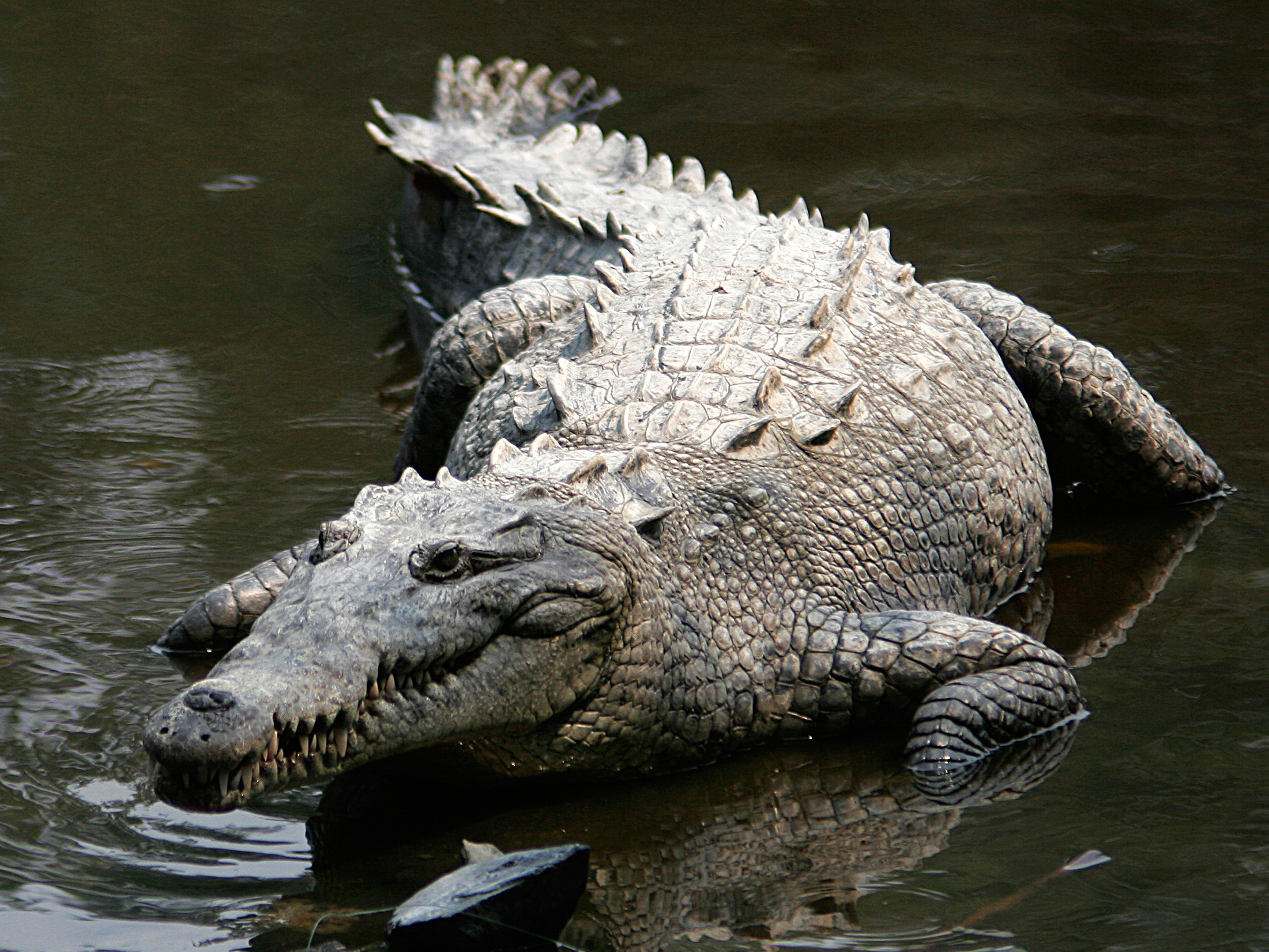
Cocodrilo americano.

El lago se ubica en la Hoya de Enriquillo. Su superficie es de aprox. 170 km², aunque es inconstante: en los últimos años se ha ido expandiendo, al igual que el Lago Enriquillo.
Tras la firma del Tratado de Aranjuez (1777), el borde occidental del lago pasa a ser delimitación fronteriza entre las colonias española y francesa en la isla de Santo Domingo, perteneciendo en su totalidad a la parte española. Tras la independencia de la República Dominicana, el gobierno dominicano establece como sus fronteras, aquellas definidas por el ya mencionado tratado. En 1899, Haití presenta una reclamación, en la que presenta como territorio suyo a: Pedernales, parte de la sierra de Bahoruco, la mitad del lago Enriquillo, toda la laguna de El Fondo, Jimaní, Tierra Nueva, Las Lajas, Hondo Valle, Bánica, Restauración, Rancho Mateo, y otros. El 21 de enero de 1929, se firmó el tratado fronterizo entre la República Dominicana y Haití, en el cual, la República Dominicana renuncia y cede oficialmente a Haití, casi toda la laguna de El Fondo, además de varias localidades ubicadas en valle de Guaba (en francés Plateau Central).